# Jake Moody
Jake Moody (Commerce, 23 novembre 1999) è un giocatore di football americano statunitense che milita nel ruolo di placekicker per i San Francisco 49ers della National Football League (NFL).

## Carriera

### San Francisco 49ers
Moody al college giocò a football a Michigan, venendo premiato come All-American. Fu scelto nel corso del terzo giro (99º assoluto) nel Draft NFL 2023 dai San Francisco 49ers, rendendolo il secondo kicker selezionato tra i primi cento negli ultimi quindici anni dopo Roberto Aguayo. Malgrado un infortunio subito nell'ultima gara di pre-stagione riuscì a essere in campo nel primo turno contro i Pittsburgh Steelers, dove segnò tutti i tre field goal tentati e tutti i tre tentativi di extra point, il primo rookie da Justin Tucker nel 2012 a fare tre su tre sia nei field goal che negli extra point alla prima partita. La settimana successiva stabilì un record di franchigia per una matricola segnando un field goal da 57 yard nella vittoria sui Los Angeles Rams. La sua prima stagione si chiuse segnando 21 field goal su 25, venendo inserito nella formazione ideale dei rookie dalla Pro Football Writers of America. Nel Super Bowl LVIII, Moody stabilì il record per il field goal più lungo segnato nel Super Bowl segnando da 55 yard nel secondo quarto, in quelli che furono i primi punti della partita. Tuttavia, tale primato fu battuto qualche minuto dopo dal kicker avversario Harrison Butker che segnò da 57 yard. Anche se Moody ebbe un extra point bloccato nel quarto periodo, segnò un altro field goal da 50 yard dando a San Francisco un vantaggio di tre punti nel quarto quarto e segnò nuovamente nei tempi supplementari riportando in vantaggio la sua squadra, i Kansas City Chiefs segnarono un touchdown nel drive successivo, vincendo per 25–22.

## Palmarès

### Franchigia
- National Football Conference Championship: 1

San Francisco 49ers: 2023

### Individuale
- PFWA All-Rookie Team - 2023